# Claudio Medina
Claudio Medina Ricoy (León, España, 4 de septiembre de 1993) es un futbolista español que juega como delantero en el Caudal Deportivo de la Tercera Federación española.

## Trayectoria
Claudio vistió las camisetas de La Bañeza F. C., C. D. Numancia de Soria "B" y el Unión Popular de Langreo. En 2016 ingresa en la Escuela de Fútbol de Mareo para reforzar al Real Sporting de Gijón "B", con el que logró el ascenso a la Segunda División B.
En la temporada 2017-18, en su segunda temporada en el Sporting de Gijón "B" marcó 12 goles en 37 partidos.
En verano de 2018, firmó por el Elche C. F., que decidió cederlo al C. D. Mirandés de la Segunda División "B", donde también fue una pieza clave en el ascenso a la Segunda División, con una cifra de 12 tantos en 35 partidos.
En la temporada 2019-20, forma parte de la plantilla del Elche C. F. de la Segunda División.
Claudio lograría tres ascensos casi consecutivos, después de subir con el Sporting de Gijón "B" a Segunda División "B", con el C. D. Mirandés a Segunda División y con el Elche C. F. a Primera División. 
El 2 de octubre de 2020, firma por el Burgos C. F. de la Segunda División "B".
Tras dos años en el club burgalés, cambiaria de  región, al firmar por el equipo de su ciudad, la Cultural y Deportiva Leonesa, de la Primera Federación. Tras una temporada en la que fue titular en diez partidos de veintisiete disputados y anotó dos goles. El 28 de julio de 2023, el club rescinde el año de contrato que le unía al jugador.
El 21 de agosto de 2023 se hace oficial su fichaje por una temporada, por el club asturiano de la Segunda Federación, del Real Avilés Industrial C. F. Tras acabar su vinculación con los blanquiazules, fichó por el Caudal Deportivo del grupo II de la Tercera Federación.

## Clubes
| Club                        | País   | Año       |
| --------------------------- | ------ | --------- |
| La Bañeza F. C.             | España | 2012-2014 |
| C. D. Numancia de Soria "B" | España | 2014-2015 |
| U. P. de Langreo            | España | 2015-2016 |
| Real Sporting de Gijón "B"  | España | 2016-2018 |
| Elche C. F.                 | España | 2018      |
| C. D. Mirandés (cedido)     | España | 2018-2019 |
| Elche C. F.                 | España | 2019-2020 |
| Burgos C. F.                | España | 2020-2022 |
| Cultural y Dep. Leonesa     | España | 2022-2023 |
| Real Avilés I. C. F.        | España | 2023-2024 |
| Caudal Dep.                 | España | 2024-     |

## Palmarés

### Campeonatos nacionales
| Título           | Club                       | País   | Año  |
| ---------------- | -------------------------- | ------ | ---- |
| Tercera División | Real Sporting de Gijón "B" | España | 2017 |